# Breukelen
Breukelen és un antic municipi de la província d'Utrecht, al centre dels Països Baixos. L'1 de gener de 2009 tenia 14.511 habitants repartits per una superfície de 48,65 km² (dels quals 4,21 km² corresponen a aigua). Limita amb Ronde Venen, Loenen i Wijdemeren i al sud amb Woerden, Utrecht i Maarssen.
L'1 de gener 2011, es va fusionar amb Maarssen i Loenen per formar el nou municipi de Stichtse Vecht.

## Centres de població
| Pobles:                                  | Pobles: | Parròquies:                                                 | Parròquies: | Parròquies:                                           | Parròquies: |
| - Breukelen - Kockengen - Nieuwer Ter Aa |         | - Gieltjesdorp - Kortrijk - Laagnieuwkoop - Oud-Aa - Oukoop |             | - Portengen - Portengense Brug - Scheendijk - Spengen |             |

## Ajuntament
El consistori municipal, format des del 2006, constava de 15 membres:
- CDA, 3 regidors
- VVD, 3 regidors
- Streekbelangen '93, 3 regidors
- PvdA, 2 regidors
- ChristenUnie, 1 regidor
- GroenLinks, 1 regidor
- Demòcrates 66, 1 regidor
- SGP, 1 regidor

## Personatges il·lustres
- Rutger Hauer

## Galeria d'imatges

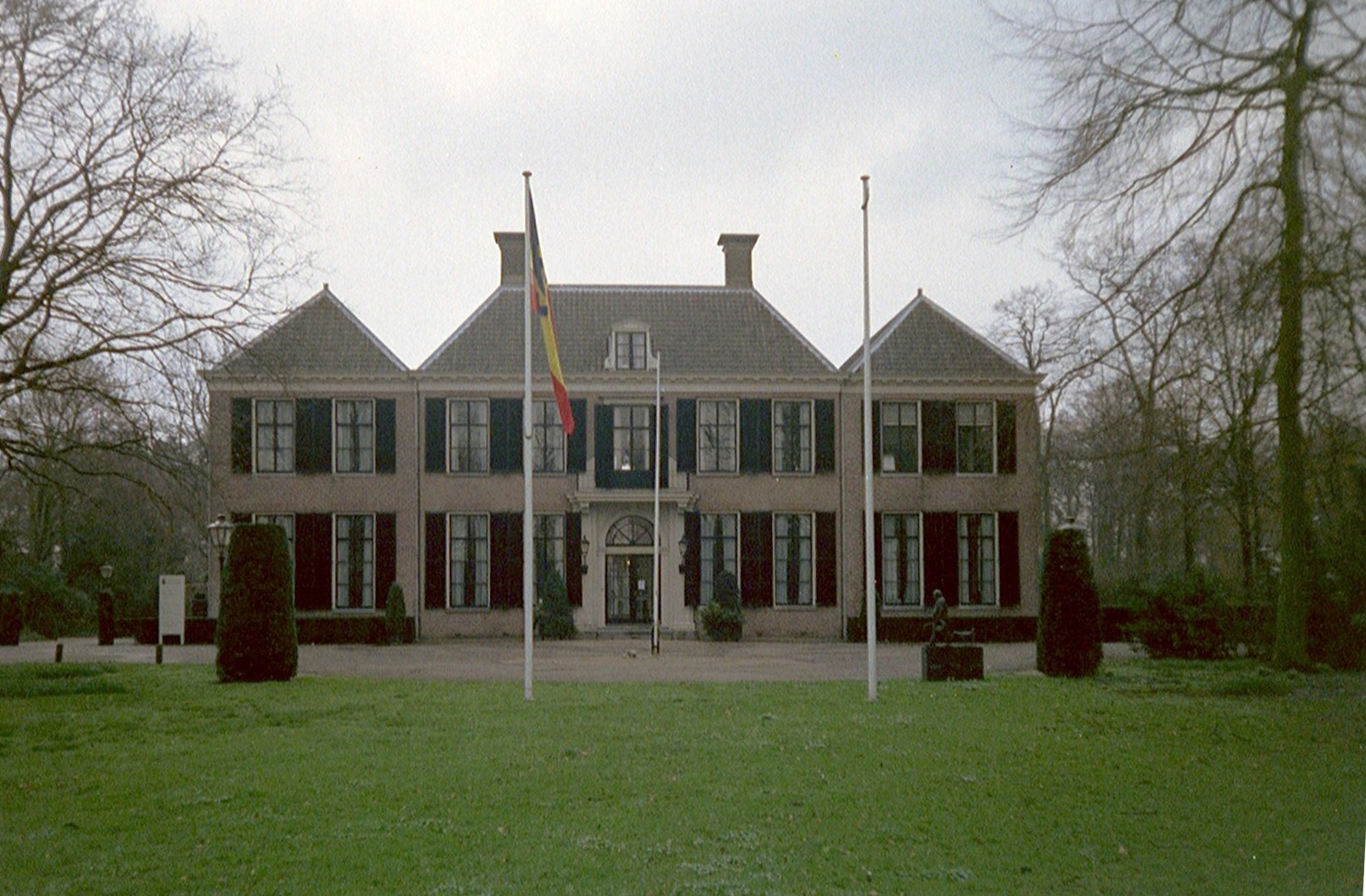
Ajuntament
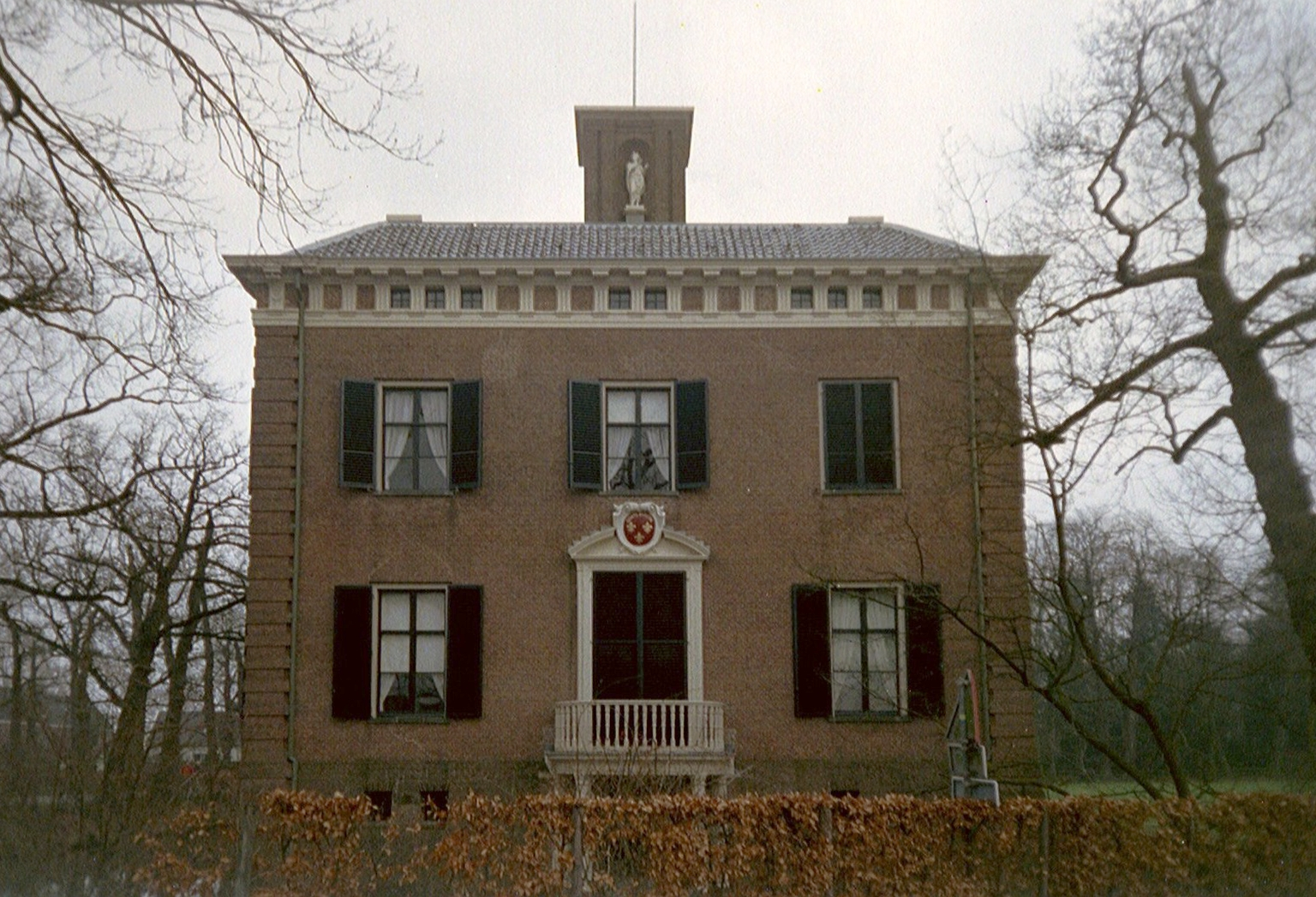
Gunterstein
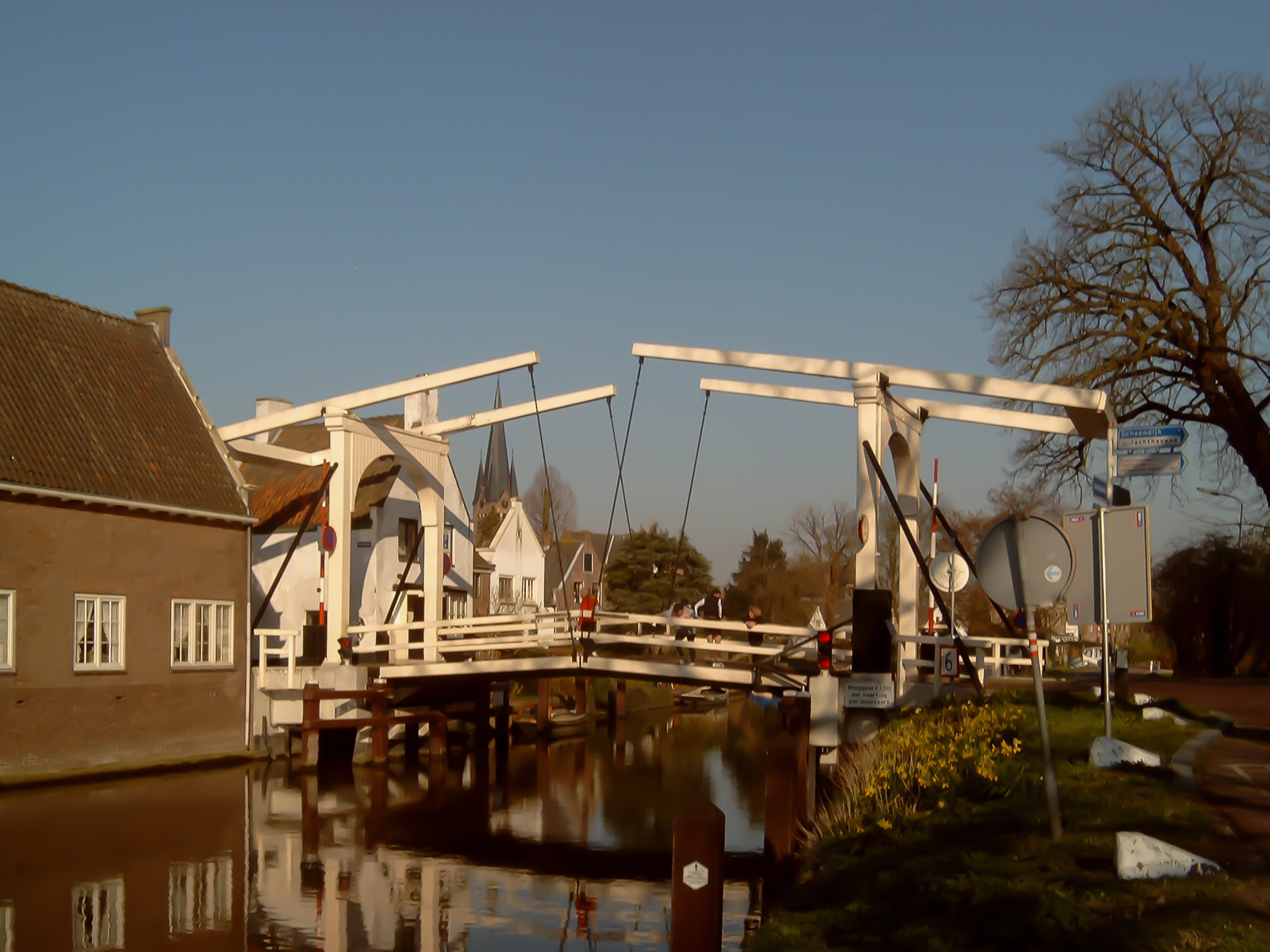
Pont sobre el Vecht